# Jean Alfonse
Jean Fontenaud (1482-1557) anomenat Joan Alfonso o Jean Alfonse (Saintonge, 1482 - La Rochelle, 1557) fou un dels primers exploradors francesos d'Amèrica del Nord.

## Biografia
Nascut com a Jean Fonteneau, es va casar amb una portuguesa anomenada Victorine Alfonso o Victorina Alfonso, d'on pren el sobrenom "Alfonse". Als 12 anys es va enrolar en vaixells mercants portuguesos. Va viatjar fins a l'Àfrica occidental, el Brasil, va doblar el cap de Bona Esperança, va desembarcar a Madagascar i a l'Índia. A partir de la dècada de 1540, ja com a reputat capità, va encapçalar flotes fins a Costa d'Or o les Índies Occidentals, sense perdre mai cap vaixell. André Thevet esmenta una conversa en la qual Alfonso descriu haver saquejat Puerto Rico com a corsari. Durant molt de temps es va creure que Xenomanes, l'heroi de Rabelais, tingué com a model a Alfonse.
Durant l'hivern de 1542 a 1543, Alfonse serví com a pilot de Jean-François de La Rocque de Roberval, que seguint les petjades de Jacques Cartier tenia esperances de fundar una colònia al Canadà. La tripulació, formada per més de 200 persones, va passar un dur hivern a la vora del riu Sant Llorenç. Allà, delmats per l'escorbut, una quarta part de la mateixa va morir abans de tornar cap a França.
A finals de 1544, una vegada finalitzades les hostilitats entre França i Espanya, Alfonse va sortir de la Rochelle amb una petita flota a la recerca del pas del Nord-oest a través del riu Sant Llorenç. El 1557, una esquadra espanyola comandada per Pedro Menéndez de Avilés l'ataca quan estava tornant a La Rochelle, enfonsant el seu vaixell i provocant-li la mort. Algunes fonts afirmen que aquesta trobada tingué lloc el 1544 o el 1549.
Els seus escrits van ser publicats com Les voyages du Capitaine avantureux Ian Alfonce (1559), Le Routier (1600) i La Cosmographie avec l'espère et régime du soleil du nord par Jean Fonteneau dit Alfonse de Saintonge, capitaine-pilote de François Ier (1904). En ells s'hi descriuen els diversos indrets i pobles que havia visitat, alguns d'ells per primera vegada, com ara Gaspé, Beothuk, l'illa Saint-Pierre... i proporciona instruccions de navegació sobre com arribar-hi.